# Charles Quittuère
Charles Quittuère, född 11 januari 1895 i Budapest, död 12 oktober 1936 i Stockholm, var en svensk målare och grafiker.
Quittuère studerade vid Konsthögskolan i Stockholm 1923–1929. Han medverkade i samlingsutställningar med Sveriges allmänna konstförening, Liljevalchs höstsalonger och i en utställning på PUB i Stockholm 1934. Hans konst består av målningar med motiv från Nynäshamn och Visby utförda i olja samt handkolorerade litografier. 